# Guillermo García Cantú
Guillermo García Cantú (ur. 24 sierpnia 1960 w Monterrey) – meksykański aktor. Swoją karierę aktorską rozpoczął w wieku 25 lat.

## Filmografia

### telenowele
- 1985–1986: De pura sangre jako Anselmo Bustamante
- 1986: El engaño jako Gerardo
- 1987: Como duele callar jako Mauro
- 1989: La casa al final de la calle jako Braulio
- 1989–1990: Cuando llega el amor jako Rodrigo Fernández
- 1991–1992: Atrapada jako Victor Montero
- 1992: Triángulo jako David Villafranca Linares
- 1993–1994: Valentina jako Victor Luján
- 1994: Marimar jako Bernardo Duarte
- 1994–1995: Volver a Empezar jako Tony
- 1995: Bajo un mismo rostro jako Locutor
- 1995–1996: Acapulco, cuerpo y alma jako Marcelo De Marinis
- 1996: Marisol jako Raúl
- 1996: Canción de amor jako Lic. Arizmendi
- 1997–1998: Salud, dinero y amor
- 1999: Serafín jako Raúl
- 1999: Rosalinda jako Jose Fernando Altamirano
- 2000: Siempre te amaré jako  Jorge Montesinos
- 2001: Virginia (La intrusa) jako Rodrigo Junquera Jr
- 2001: Mujer bonita jako Leopoldo
- 2004: Zdradzona miłość (Amar otra vez) jako Guillermo Montero
- 2005: La madrastra jako Demetrio Rivero
- 2005–2006: Peregrina jako Carrión
- 2006–2007: Código postal jako Claudio Garza Moheno
- 2008: Fuego en la sangre (Fuego en la sangre) jako Fernando Escandón
- 2009–2010: Kamaleony (Camaleones) jako Augusto Ponce de León
- 2010–2011: Triumf miłości (Triunfo del amor) jako Guillermo „Alvaro” Quintana
- 2014: La malquerida jako Norberto Palacios Rincón
- 2015: Lo imperdonable jako Aarón Martínez
- 2016: Las amazonas jako Loreto Guzmán Valdez
- 2018–2019: Por amar sin ley jako Alonso Vega
- 2019–2020: Médicos (Médicos, línea de vida) jako Alonso Vega
- 2021: Te acuerdas de mí jako Olmo Cáceres
- 2022: Los ricos también lloran jako Alberto Salvatierra